# Mesoligia rufa-reticulata
Mesoligia rufa-reticulata là một loài bướm đêm trong họ Noctuidae.